# Hardebergaspåret

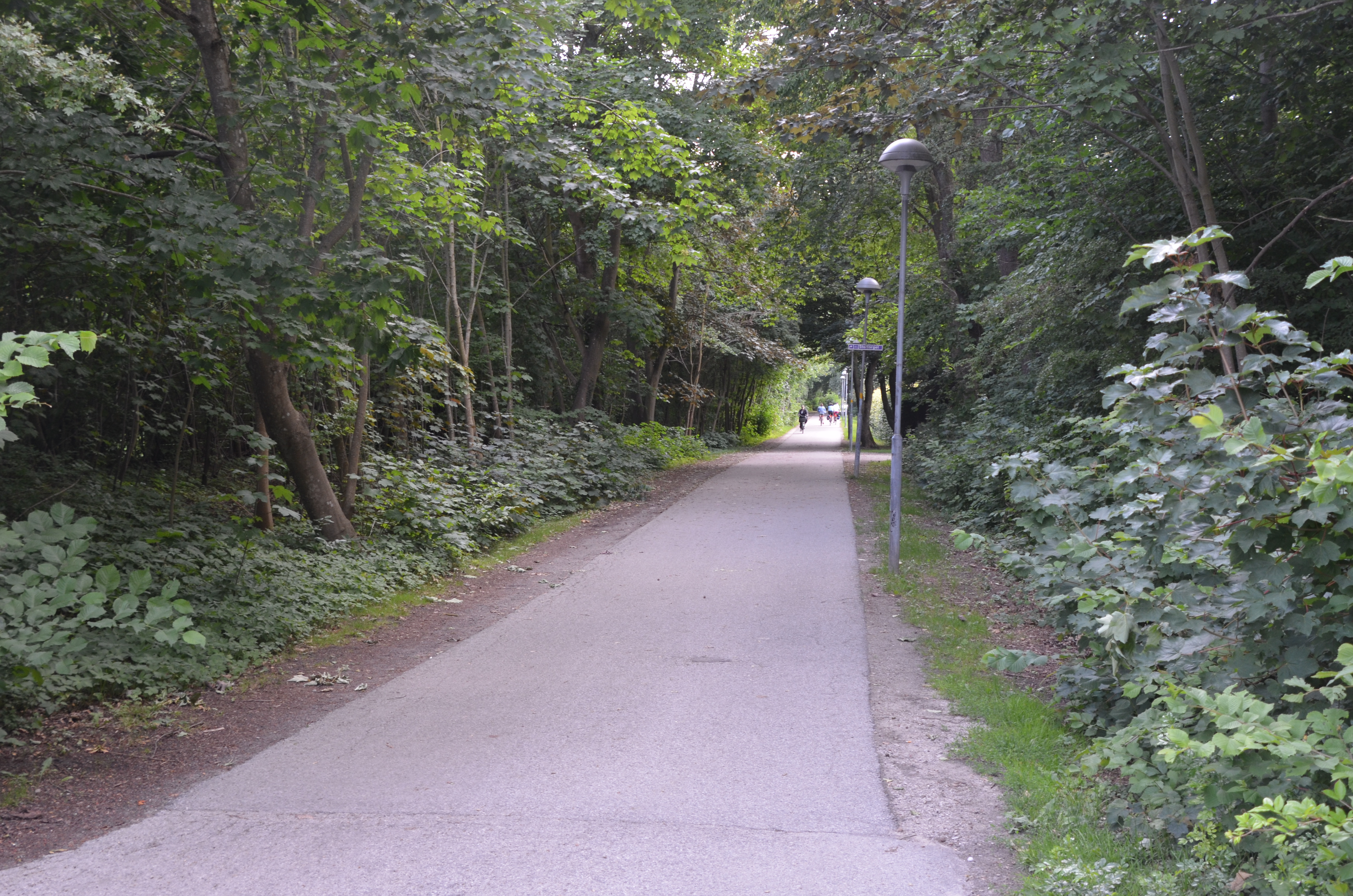
Hardebergaspåret vid Sankt Jörgens park

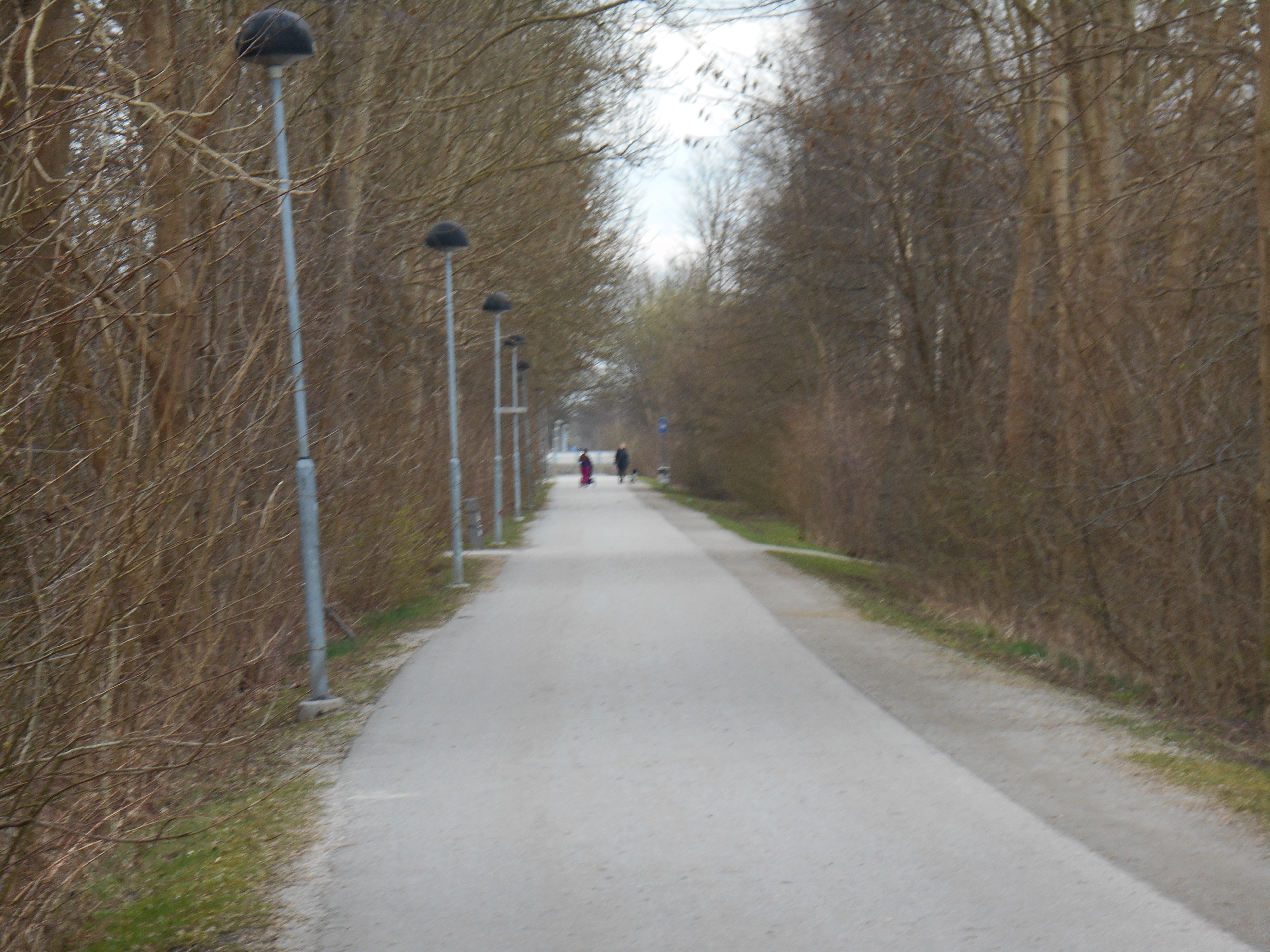
Hardebergaspåret 2016 vid Östra Torn

Hardebergaspåret är en cykelbana som anlades i mitten av 1960-talet ovanpå resterna av Lund-Revinge Järnväg. 
Banan har sin västra ända i Lund och den östra i Södra Sandby, varifrån det finns andra cykelleder som tar vid. Cykelbanan leder från Lunds stadskärna till Östra Torn och Vipeholms gymnasieskola, varför det är en mycket använd cykelbana, liksom en omfattande trafik från Lund till Lunds Akademiska GK och naturreservat och vidare till Hardeberga, Fågelsångsdalen och Södra Sandby. Spåret passerar även nära Skryllegården som är ett populärt friluftscentrum för Lund med omnejd.

## Kontroverser
Fram till 1966 låg ett järnvägsspår på platsen. Efter upprivningen höll man just på att bygga Östra Torn som en del av miljonprogrammet, varpå man snabbt insåg att man hade en utmärkt led för cyklister och fotgängare på väg dit. Cykelvägen var länge helt oasfalterad. År 1995 bestämde sig kommunen för att asfaltera hela cykelvägen Lund - Södra Sandby, vilket väckte ett ramaskri hos stora delar av miljöopinionen i Lund. Efter protester reviderades förslaget så att vägen bara skulle asfalteras mellan Lunds utkant och Södra Sandby exklusive Fågelsångsdalen. År 2004 asfalterades dock även vägen igenom Fågelsångsdalen, och genom ett vägbygge blev den asfalterade sträckan hundra meter längre in mot Lund. I slutet av juni 2008 asfalterades resterande delen av Hardebergaspåret, men en meter lämnades oasfalterad i kanten för joggare.